# Landesregierung Sausgruber I
Die Landesregierung Sausgruber I war die 13. Vorarlberger Landesregierung, die von 1997 bis 1999 im Amt war. Sie wurde gebildet, nachdem der vormalige Landeshauptmann, Martin Purtscher sein Amt an Herbert Sausgruber übergab. Die Regierung wurde in ihrer neuen Zusammensetzung am 2. April 1997 vom Vorarlberger Landtag gewählt und anschließend vereidigt. Am 5. Oktober 1999 wurde die Landesregierung als Landesregierung Sausgruber II erneut vereidigt.
Die Regierung bestand unter Führung von Landeshauptmann Herbert Sausgruber aus sechs ÖVP-Mitgliedern und einem Mitglied der FPÖ. Aufgrund der zwischenperiodlichen Amtsübernahme wurde die ursprüngliche Landesregierung Purtscher III bis auf das Ausscheiden des Landeshauptmannes nicht wesentlich verändert. Auf den vormals von Sausgruber besetzten Posten des Landesstatthalters folgte ihm Hans-Peter Bischof nach, als zusätzliches Regierungsmitglied wurde Siegmund Stemer erstmals in die Vorarlberger Landesregierung gewählt.

## Regierungsmitglieder
| Amt               | Name               | Partei | Ressorts |
| ----------------- | ------------------ | ------ | --- |
| Landeshauptmann   | Herbert Sausgruber | ÖVP    | Regierungsdienste, Europaangelegenheiten und Außenbeziehungen, Personal, Informatik, Feuerpolizei, Hilfs- und Rettungswesen, Katastrophenbekämpfung, Finanzangelegenheiten, Vermögensverwaltung, Gebarungskontrolle |
| Landesstatthalter | Hans-Peter Bischof | ÖVP    | Kultur, Finanzielle und wirtschaftliche Verwaltung der Landeskrankenhäuser, Soziales, Jugend, Familie, Senioren, Gesundheitsrecht und Sozialversicherung, Sanitätsangelegenheiten                                   |
| Landesrat         | Erich Schwärzler   | ÖVP    | Innere Angelegenheiten, Umweltschutz, Landwirtschaft, Veterinärangelegenheiten, Forstwesen, Energiesparangelegenheiten                                                                                              |
| Landesrat         | Hubert Gorbach     | FPÖ    | Maschinenwesen, Elektrotechnik, Seilbahn- und Aufzugstechnik, Abfallwirtschaft, Straßenbau, Hochbau, Wasser- und Landwirtschaftsbau                                                                                 |
| Landesrat         | Manfred Rein       | ÖVP    | Verkehrsrecht, Wohnbauförderung, Gemeindeentwicklung, Allgemeine Wirtschaftsangelegenheiten, Wirtschaftsrecht, Raumplanung und Baurecht                                                                             |
| Landesrätin       | Eva Maria Waibel   | ÖVP    | Angelegenheiten der Entwicklungshilfe, Schule, Wissenschaft und Weiterbildung, Jugendförderung, Familienförderung, Frauenfragen                                                                                     |
| Landesrat         | Siegmund Stemer    | ÖVP    | Gesetzgebung, Sport |